# (16759) Furuyama
(16759) Furuyama est un astéroïde de la ceinture principale.

## Description
(16759) Furuyama est un astéroïde de la ceinture principale. Il fut découvert le 10 octobre 1996 à Kuma Kogen par Akimasa Nakamura. Il présente une orbite caractérisée par un demi-grand axe de 2,74 UA, une excentricité de 0,16 et une inclinaison de 4,5° par rapport à l'écliptique.

## Compléments